# العاقر
مركز العاقر تابع لمحافظة ضرية، وتقع في الجهة الشمالية وتابعة لمنطقة القصيم.

## التاريخ
العاقر من مراكز منطقة القصيم ويقع في الجهة الشمالية ويوجد فيها بعض الخدمات الحكومية المتوفرة وتشهد نمو سريع ويوجد بها مزارع النخيل.

## السكان
يبلغ عدد سكانها 3،000 وسكانها الوهوب من قبيلة حرب.

## الموقع الجغرافي
تبعد حوالي عن مدينة بريدة 256 كم . وتقع غرب منطقة القصيم وتبعد حوالي عن الرس 167 كم .

## المناخ
المناخ قاري صحراوي، حار جاف صيفًا بارد مُمطر شتائًا، وتبلغ درجة الحرارة صيفًا 45°م، وفي الشتاء تصل 3- مادون الصفر ومتوسط سقوط المطر 145 ملم.